# 106-та гвардійська повітрянодесантна дивізія (СРСР)
106-та гвардійська повітрянодесантна Червоного прапора ордена Кутузова дивізія (106 гв. ПДД, в/ч 55599) — повітрянодесантна дивізія, одне з військових з'єднань повітрянодесантних військ Радянського Союзу.
Брала активну участь в операціях та навчаннях Радянської армії в період з 1946 по 1991 роки.
У 1992 році, після розпаду СРСР, дивізія увійшла до складу Збройних сил РФ як 106-та повітрянодесантна дивізія.

## Історія
15 червня 1946 року 106-та гвардійська стрілецька Червонопрапорна ордена Кутузова дивізія була переформована на 106-ту гвардійську повітрянодесантну дивізію із збереженням нагород і регалій.
З липня 1946 р. дивізія дислокувалася в м. Тула. Дивізія входила до складу 38-го гвардійського повітрянодесантного Віденського корпусу (штаб корпусу — м. Тула).
3 грудня 1947 р. дивізії було вручено Гвардійський Бойовий Прапор.
На підставі директиви начальника Генерального штабу Збройних Сил від 21 січня 1955 р. до 25 квітня 1955 р. 106-та гвардійська повітрянодесантна дивізія вийшла зі складу 38-го гвардійського повітрянодесантного Віденського корпусу, який був розформований, і перейшла на новий штат у складі трьох полків з кадрованим батальйоном (неповного складу) у кожному парашутно-десантному полку.
Зі складу розформованої 11-ї гвардійської повітрянодесантної дивізії до складу 106-ї гвардійської повітрянодесантної дивізії був прийнятий 137-й гвардійський парашутно-десантний полк. Пункт дислокації — місто Рязань.
1956 року, після розформування 38-го гвардійського повітрянодесантного корпусу, дивізія стала безпосередньо підпорядковуватися командувачу ПДВ.

### Розпад СРСР
У 1992 році, після розпаду СРСР, дивізія увійшла до складу Збройних сил РФ як 106-та повітрянодесантна дивізія.

## Склад
- 51-й гвардійський парашутно-десантний Червонопрапорний ордена Суворова полк імені Дмітрія Донского (в/ч 33842, м. Тула-42);
- 137-й гвардійський парашутно-десантний Кубанський козачий ордена Червоної Зірки полк (м. Рязань — 7. Октябрьске містечко. в/ч 41450 індекс 390007)
- 1182-й гвардійський артилерійський Новгородський Червонопрапорний орденів Суворова 3-й ступеня, Кутузова 3-го ступеня, Богдана Хмельницького 2-го ступеня і Александра Невського полк (в/ч 93723, м. Наро-Фоминск Московської обл.);
- 173-тя гвардійська окрема розвідувальна рота (в/ч 86800, м. Тула, вул. Фрунзе, 44)[1];
- 388-й окремий гвардійський інженерно-саперний батальйон
- 731-й окремий гвардійський батальйон зв'язку (в/ч 93687, м. Тула, вул. Радянська, 11)][2];
- 970-я окрема рота десантного забезпечення (в/ч 64024, м. Тула-2, Клінський проїзд, аеродром Мяснове);
- 43-й гвардійський окремий ремонтно-відновлювальний батальйон (в/ч 28393, м. Тула, вул. Комінтерна, 75);
- 1060-й окремий батальйон матеріального забезпечення (в/ч 14403, м. Тула-42, п. Слобідка, вул. Фрунзе, 44);
- 39-й окремий медичний загін (аеромобільный)
- 1883-тя станція фельдєгерсько-поштового зв'язку (в/ч 54235);
- 1-й зенітно-ракетний полк (в/ч 71298, м. Наро-Фомінськ Московської обл.)[3]
- полігон (п. Дубровічі Рязанськой обл.)
- 107 гвардійський зенітний ракетно-артилерійський дивізіон.

## Озброєння

### 1990 рік
В кожному полку (51, 137, 331):
- 101 БМД (в 331 ПДП додатково 30 БМД-2),
- 23 БТР-Д;
- 18 2С9 «Нона» (в 51 ПДП 20 од.), 6БТР-РД, 13 БТР-ЗД, 8 БМД-1КШ, 10-1В119 — 1182-й гв арт. п. (Єфремов):
- 18 2С9 «Нона», 8 Д-30;
- 18 БТР-РД, 3 БТР-ЗД, ЗБМД-1КШ, 10-1В119, 6 БТР-Д.

107-й окремий зенітний ракетно-артилерійський дивізіон (Донський):
- 4 БТР-ЗД, 1 БМД-1КШ

110-та окрема військово-транспортна авіаційна ескадрилья (Тула):
- 1 Мі-8 — 39-й окремий інженерно-саперний батальйон (Тула)
- 11 БТР-Д, 1 БМД-1КШ — 731-й окремий батальйон зв'язку (Тула)
- 3 БТР-Д; 10 БМД-1КШ, 4 Р-440одб — 43-й окремий ремонтно-відновлювальний батальйон (Тула)
- 1 БТР-Д

Всього на 1990 106 гв ПДД мала:
- 342 БМД (30 БМД-2, 312 БМД-1);
- 102 БТР-Д;
- 74 САУ 2С9 «Нона»;
- 36 БТР-РД (носії ПТКР);
- 47 БТР-ЗД (носії ПЗРК);
- 8 гармат Д-30.

## Командування
- (1976—1980) генерал-майор Подколзін Євген Миколайович
- генерал-майор Лебедь Олександр Іванович